# Hässelby gård (tunnelbanestation)
Hässelby gård är en station inom Stockholms tunnelbana och trafikeras av linje 19 på T-bana 1 (gröna linjen). Avståndet från station Slussen är 17,7 kilometer. Den ligger mellan stationerna Johannelund och Hässelby strand.
Den nuvarande stationen invigdes den 15 oktober 1958. En provisorisk station hade öppnats den 1 november 1956. När tunnelbanan öppnats provisoriskt till Hässelby gård upphörde persontrafiken på Spånga–Lövsta järnväg en månad senare, den 1 december, varvid Hässelby villastads station lades ner.
Stationen ligger på en viadukt över Hässelby torg med entré från torget.
Stationen renoverades perioden mars 2011-december 2011 och fick då  nya spärrar. Ett konstverk i glasemalj skapat av Pia Törnell installerades även. Renoveringen skedde nattetid så ingången hölls öppen under hela ombyggnaden.

## Bilder

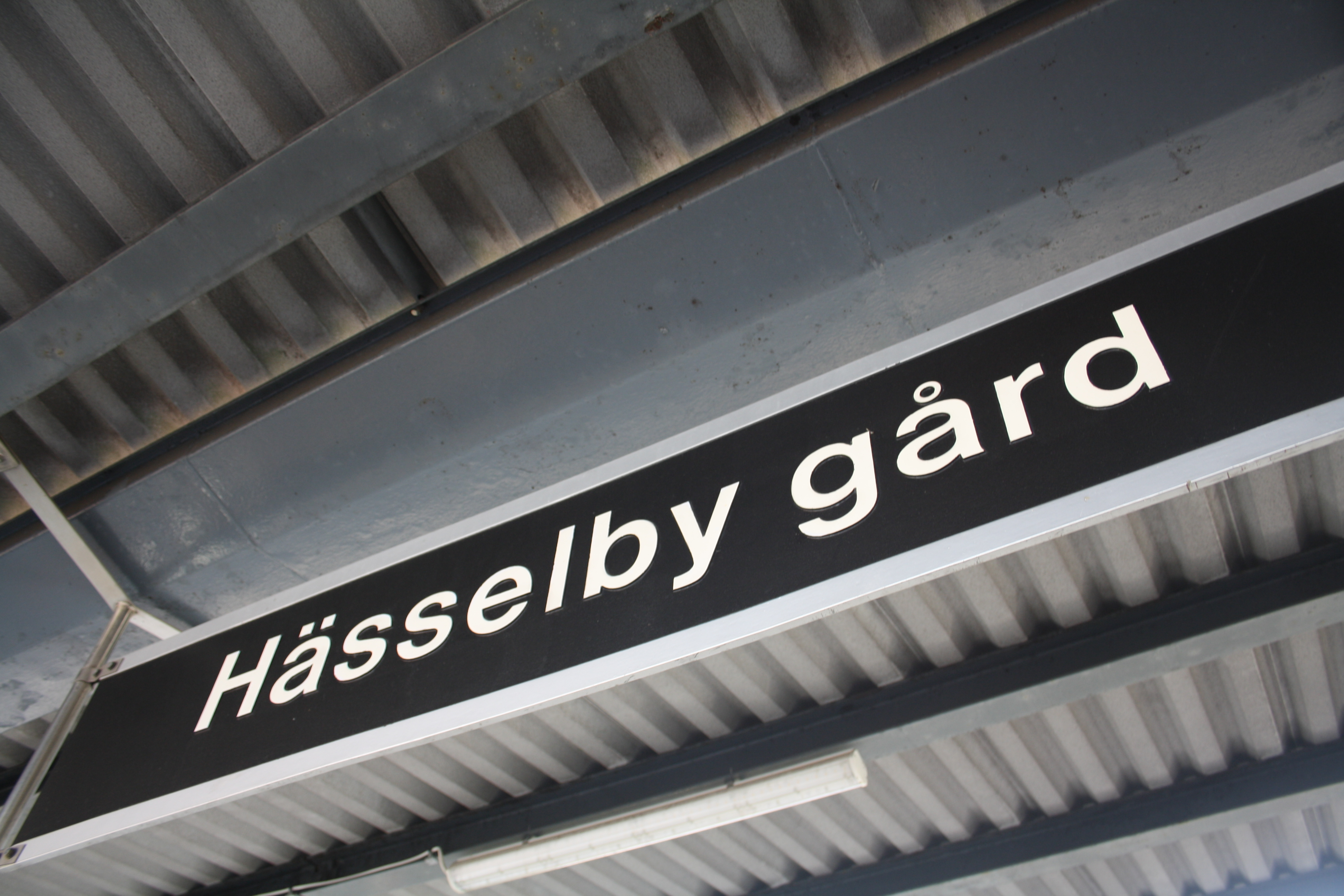
Stationsskylt
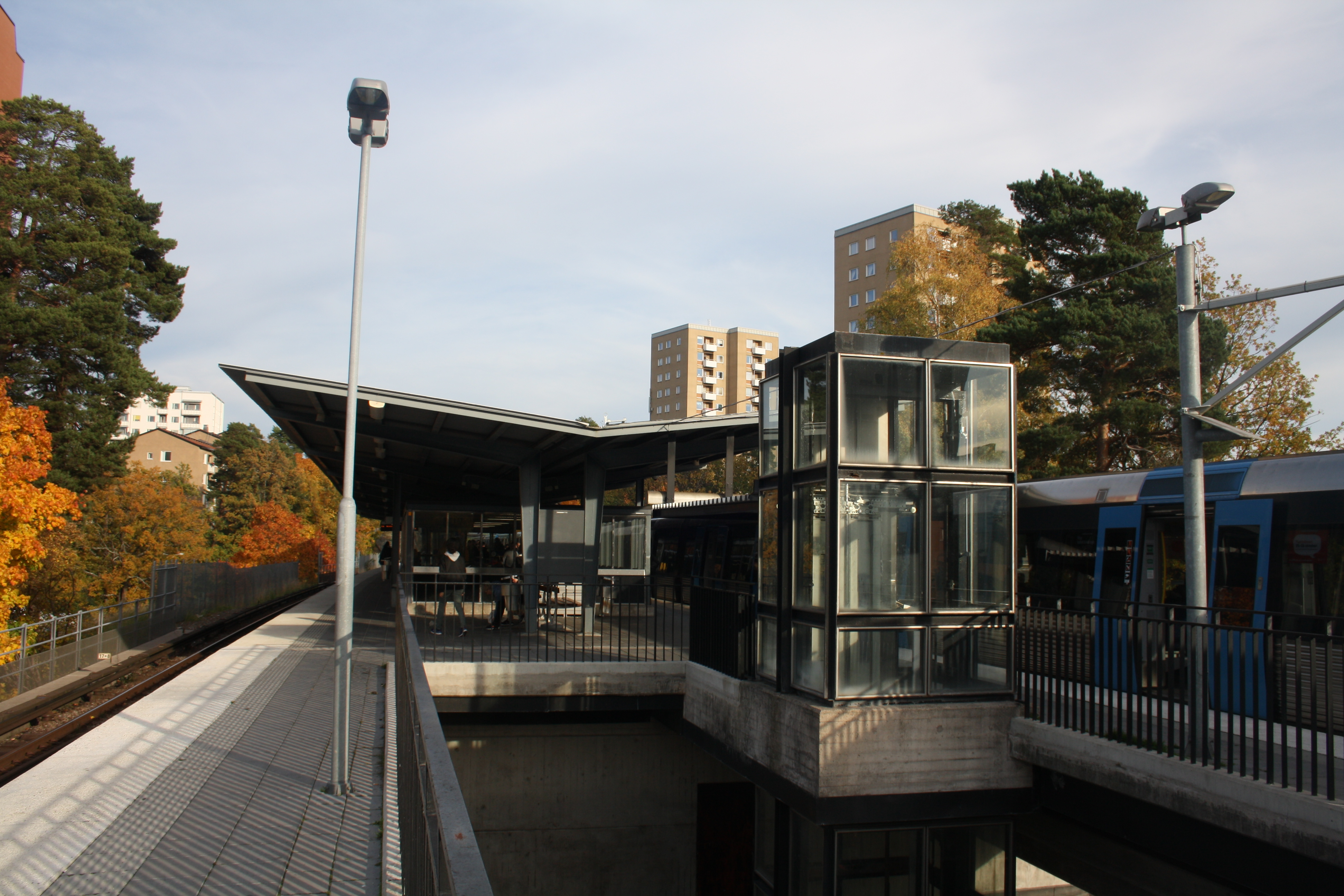
Perrongen
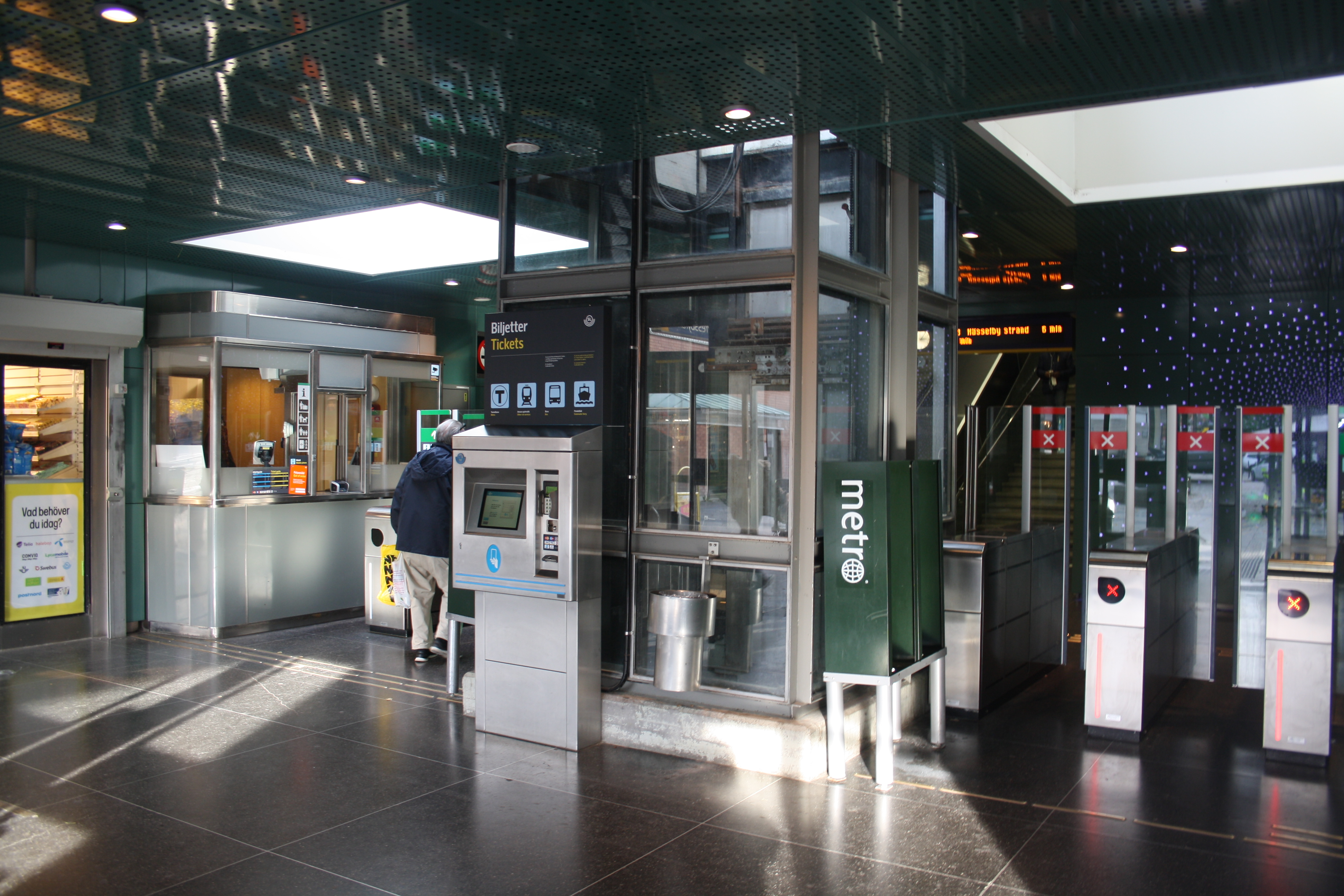
Biljetthallen
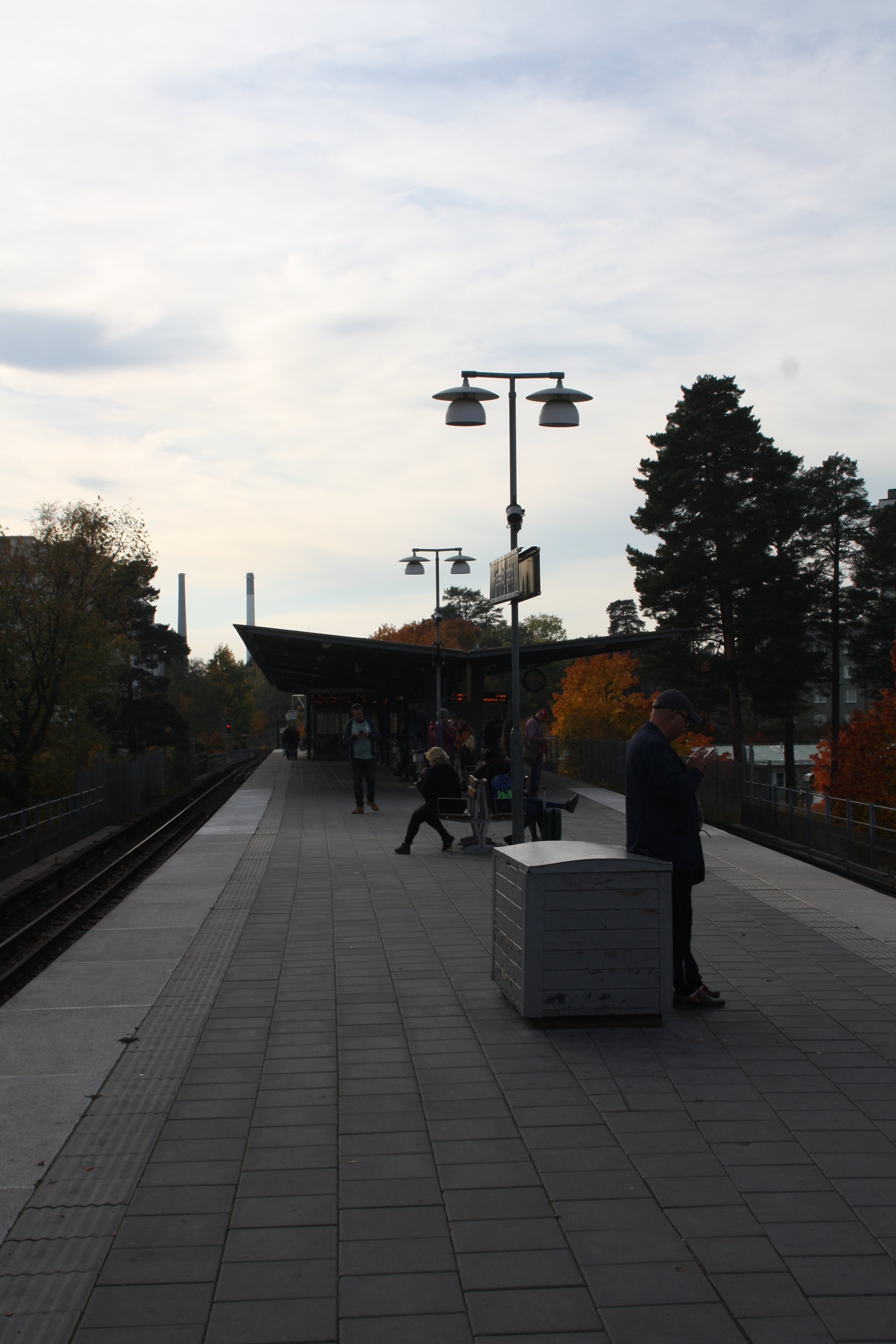
Perrongen
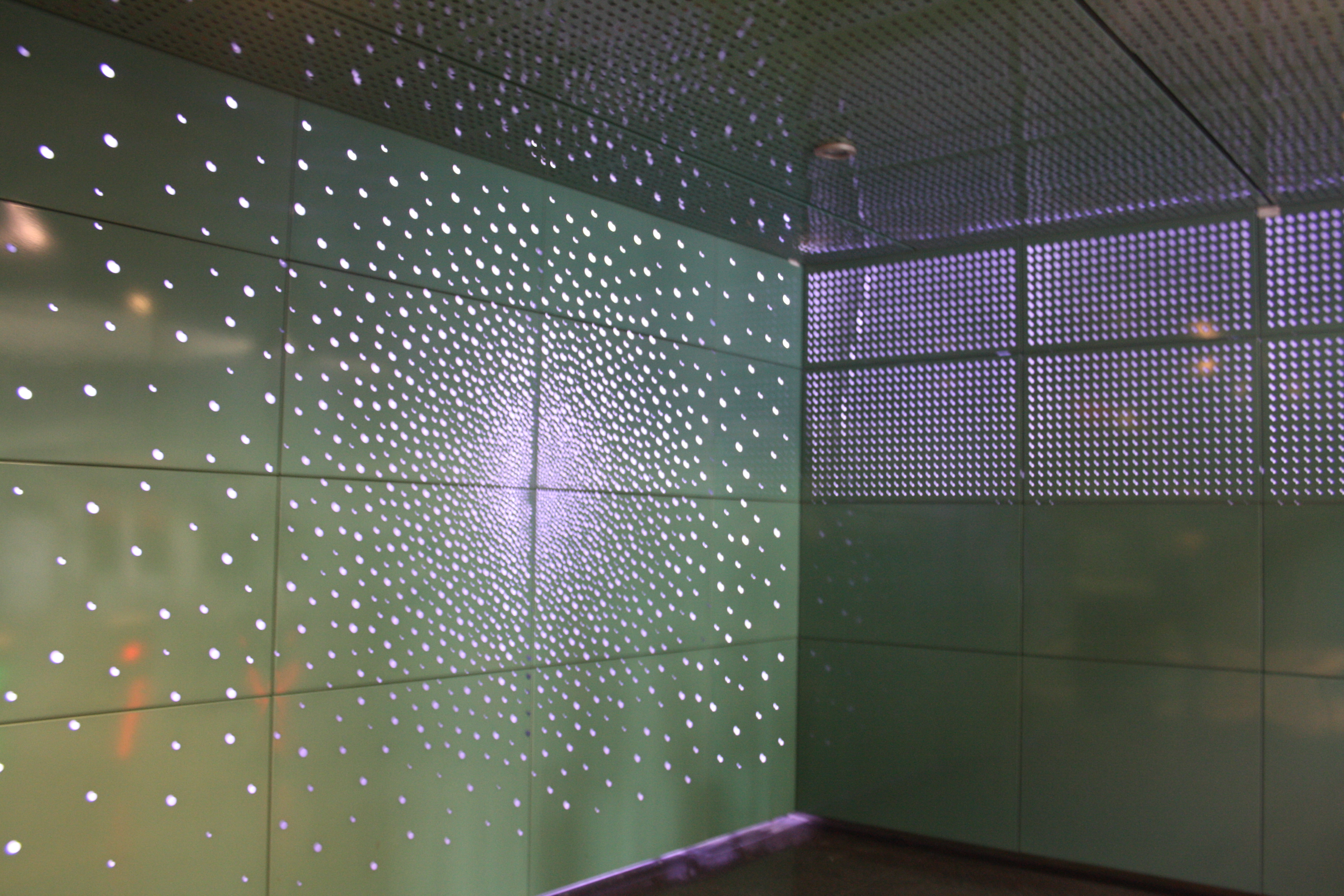
Konstnärlig utsmyckning